# The Empty Closet
The Empty Closet, традиционная транскрипция «Эмпти клозет» (англ. The Empty Closet, в переводе с англ. «Пустой шкаф») — бесплатный ежемесячный журнал, издаваемый организацией Аут Альянс со штаб-квартирой в городе Рочестер, штат Нью-Йорк. Издание печатает статьи с информацией о проблемах, представляющих интерес для местных и национальных ЛГБТ-сообществ и связанных с ними организаций.
Впервые «Пустой шкаф» был подготовлен и издан в формате газеты в январе 1971 года студенческой группой Фронта освобождения геев при Рочестерском университете. Среди основателей газеты были Боб Осборн, Ларри Файн, Р. Джей Алкала, Маршалл Голдман, Дебби Лесц, Патти Эванс (псевдоним Патрисии Эверс), Карен Хагберг и Сью Майнор. «Пустой шкаф» является одним из старейших постоянно издающихся периодических изданий США, посвященных ЛГБТ-сообществу. С февраля 2018 года издание носит формат ежемесячного журнала.
В феврале 2011 года Сенат штата Нью-Йорк принял резолюцию K130-2011 «В ознаменование сорокалетия „Пустого шкафа“», отметив таким образом вклад газеты в создание атмосферы социальной терпимости в городе Рочестер. В частности, было сказано: «Эта прогрессивная газета стала важнейшим инструментом документирования социальной, политической, религиозной, культурной, художественной, деловой и литературной истории и событий ЛГБТ-сообщества в Рочестере и его окрестностях». В 2013 году полный выпуск «Пустого шкафа» был передан на хранение в Смитсоновский национальный музей архивов американской истории.